# Canillas de Albaida
Canillas de Albaida település Spanyolországban, Málaga tartományban. Canillas de Albaida Alhama de Granada, Cómpeta, Árchez, Sayalonga, Arenas, Salares és Sedella községekkel határos. Lakosainak száma 799 fő (2024).

## Népesség
A település népessége az elmúlt években az alábbi módon változott:
| Lakosok száma | 732  | 777  | 854  | 918  | 964  | 875  | 741  | 716  | 796  | 799  |
|               | 2001 | 2004 | 2007 | 2009 | 2012 | 2014 | 2017 | 2019 | 2022 | 2024 |